# Piero Piccioni
Piero Piccioni   (Torí, 6 de desembre de 1921 - Roma, 23 de juliol de 2004) va ser un músic, compositor de bandes sonores i advocat italià.
Pianista, organista, director d'orquestra, compositor, també va ser l'autor prolífic de més de 300 bandes sonores de pel·lícules. Va tocar per primera vegada a la ràdio el 1938 amb la seva Big Band "013", per tornar a l'aire només després de l'alliberament d'Itàlia el 1944. "013" va ser la primera banda de jazz italiana que es va transmetre a Itàlia després de la caiguda del feixisme.

## Adolescència
Piero Piccioni va néixer a Torí, Piemont. El nom de soltera de la seva mare era Marengo, d'aquí el seu pseudònim Piero Morgan, que va adoptar fins al 1957. Quan era gran, el seu pare Attilio Piccioni (un membre destacat del Partit Demòcrata Cristià Italià amb el govern italià de la postguerra) el portava sovint a escoltar concerts als estudis de ràdio EIAR de Florència. Després d'haver escoltat jazz durant la seva infància (li encantava la música d'Art Tatum i Charlie Parker) i assistir als estudis del Conservatori Luigi Cherubini, Piero Piccioni es va convertir en músic.

## Carrera
Piccioni va debutar a la ràdio als 17 anys amb la seva 013 Big Band el 1938, però només va tornar a l'aire després de l'alliberament d'Itàlia el 1944. El seu 013 va ser la primera banda de jazz italiana que es va transmetre a Itàlia després de la caiguda del feixisme.
Va ser influït per l'ús del jazz per compositors clàssics del segle XX i pel·lícules americanes. Entre els directors que més li agradaven hi havia Frank Capra, Alfred Hitchcock, Billy Wilder i John Ford, mentre que Alex North era un compositor de partitures que admirava. Va començar a escriure cançons pròpies i aviat va aconseguir publicar algunes de les seves obres a les edicions "Carisch".
Piero Piccioni va entrar en contacte amb el món del cinema a Roma durant la dècada dels cinquanta, quan era un advocat en exercici assegurant drets de pel·lícules per a productors italians com "Titanus i De Laurentis". Durant aquella època, Michelangelo Antonioni havia trucat a Piccioni per representar una pel·lícula documental dirigida per Luigi Polidoro, un dels seus aprenents. La primera partitura de Piccioni per a un llargmetratge va ser Il mondo le condanna (1952) de Gianni Franciolini. En conseqüència, va canviar la "toga" del seu advocat per una batuta de director. Va desenvolupar relacions de treball estretes amb els directors Francesco Rosi i Alberto Sordi i va establir forts vincles personals i professionals amb ells.
Molts directors van buscar Piero Piccioni per marcar les bandes sonores de les seves pel·lícules: Francesco Rosi, Mario Monicelli, Alberto Lattuada, Luigi Comencini, Luchino Visconti, Antonio Pietrangeli, Bernardo Bertolucci, Roberto Rossellini, Vittorio De Sica, Lina Wertmuller, Tinto Brass, Dino Risi, i altres.
Les seves partitures cinematogràfiques inclouen Il bell'Antonio, El menyspreu, La desena víctima, Més que un miracle, El desertor, La llum a la vora del món, Titella en una cadena, Lucky Luciano, Camille 2000, La monja i el diable, Escombrat Fora, Christ Stop at Eboli, Fighting Back i moltes pel·lícules d'Alberto Sordi. Se li atribueixen més de 300 bandes sonores i composicions per a ràdio, televisió, ballets i orquestra. Entre els seus vocalistes favorits hi havia la cantant de soul femenina Shawn Robinson i Lydia MacDonald, nascuda a Edimburg.

## Premis i llegat
Piccioni va guanyar nombrosos premis de prestigi, inclosos el premi David di Donatello per la pel·lícula Swept Away (1975), el premi Nastro d'argento per la pel·lícula Salvatore Giuliano de Francesco Rosi (1963), el "Prix International Lumière 1991", el premi Anna Magnani 1975 i el Vittorio De Sica. Premi 1979.
La seva cançó "Traffic Boom" va aparèixer com la cançó de la pel·lícula de ficció Logjammin dins d'una pel·lícula a The Big Lebowski.
La cançó "It's Possible" va ser mostrada per DJ Khaled a "Jermaine's Interlude" al seu àlbum Major Key.